# Helina flavigena
Helina flavigena este o specie de muște din genul Helina, familia Muscidae, descrisă de Xue și Li în anul 2002.
Este endemică în Yunnan. Conform Catalogue of Life specia Helina flavigena nu are subspecii cunoscute.